# Бертиња
Бертиња (фр. Bertignat) насеље је и општина у централној Француској у региону Оверња, у департману Пиј де Дом која припада префектури Амбер.
По подацима из 2011. године у општини је живело 475 становника, а густина насељености је износила 19,54 становника/km². Општина се простире на површини од 24,31 km². Налази се на средњој надморској висини од 750 метара (максималној 911 m, а минималној 470 m).

## Демографија
| 1962. | 1968. | 1975. | 1982. | 1990. | 1999. | 2011. |
| ----- | ----- | ----- | ----- | ----- | ----- | ----- |
| 870   | 760   | 649   | 573   | 552   | 495   | 475   |

График промене броја становника у току последњих година